# Landgericht Pegnitz
Das Landgericht Pegnitz war ein von 1812 bis 1879 bestehendes bayerisches Landgericht älterer Ordnung mit Sitz in Pegnitz im heutigen Landkreis Bayreuth. Die Landgerichte waren im Königreich Bayern Gerichts- und Verwaltungsbehörden, die 1862 in administrativer Hinsicht von den Bezirksämtern und 1879 in juristischer Hinsicht von den Amtsgerichten abgelöst wurden.

## Geschichte
Im Jahr 1812  wurde ein bayerisches Landgericht älterer Ordnung in Schnabelwaid errichtet. Das Landgericht wurde dem Mainkreis zugeschlagen, dessen Hauptstadt Bamberg war. Der Sitz des Landgerichts wurde 1842 nach Pegnitz verlegt. Anlässlich der Einführung des Gerichtsverfassungsgesetzes am 1. Oktober 1879 wandelte man es in das Amtsgericht Pegnitz um.